# Lasecznica
Lasecznica, arundo (Arundo L.) – rodzaj roślin należący do rodziny wiechlinowatych. Należy do niego 5 gatunków. Rośliny te występują naturalnie w basenie Morza Śródziemnego oraz w południowej, środkowej i wschodniej Azji (po Filipiny i Japonię). W Europie rosną trzy gatunki i introdukowana z południowej Azji lasecznica trzcinowata A. donax. Gatunek ten jest szeroko rozprzestrzeniony jako inwazyjny w świecie – rośnie na wszystkich kontynentach poza Antarktydą. W Polsce jest uprawiany.
Źdźbła lasecznicy (zwłaszcza trzcinowatej) są od tysięcy lat wykorzystywane do wyrobu instrumentów, np. fletni Pana. Rzymianie wykorzystywali je do budowy płotów w ogrodach, wciąż wykorzystywane są do wyrobu lasek do chodzenia, kijów wędkarskich i stanowią surowiec do wyrobu papieru.

## Morfologia
PokrójByliny kłączowe (kłącze długie i krótkie). Źdźbła zwykle prosto wzniesione, rzadko leżące i podnoszące się, trzcinowate (puste w środku), osiągające u różnych gatunków od 0,5 do 6 m wysokości.
LiścieTylko łodygowe, sztywne, płaskie, równowąskolancetowate, u nasady zaokrąglone lub sercowate. Języczek liściowy błoniasty, na krawędzi krótko orzęsiony.
KwiatyZebrane po 2–5 (w tym 1–2 płodne) w klinowate, bocznie spłaszczone kłoski, tworzone w wielkiej liczbie w okazałych, silnie rozgałęzionych, luźnych lub ścieśnionych wiechowatych kwiatostanach. Plewy wąskie, równe, podobnej długości jak kłosek, z 3–5 wiązkami. Plewki wąskie, błoniaste, 3–7-wiązkowe.
OwoceJajowate ziarniaki.

## Systematyka
Pozycja systematyczna
Rodzaj należący do rodziny wiechlinowatych (Poaceae), rzędu wiechlinowców (Poales). W obrębie rodziny należy do podrodziny Arundinoideae, plemienia Arundineae.
Wykaz gatunków
- Arundo donaciformis (Loisel.) Hardion, Verlaque & B.Vila
- Arundo donax L. – lasecznica trzcinowata[5], arundo trzcinowate[6]
- Arundo formosana Hack.
- Arundo micrantha Lam.
- Arundo plinii Turra – lasecznica Pliniusza, arundo Pliniusza[6]